# Claire Trevor
Pour les articles homonymes, voir Trevor.
Claire Trevor est une actrice américaine, née le 8 mars 1910 à New York et morte le 8 avril 2000 à Newport Beach (Californie).

## Biographie

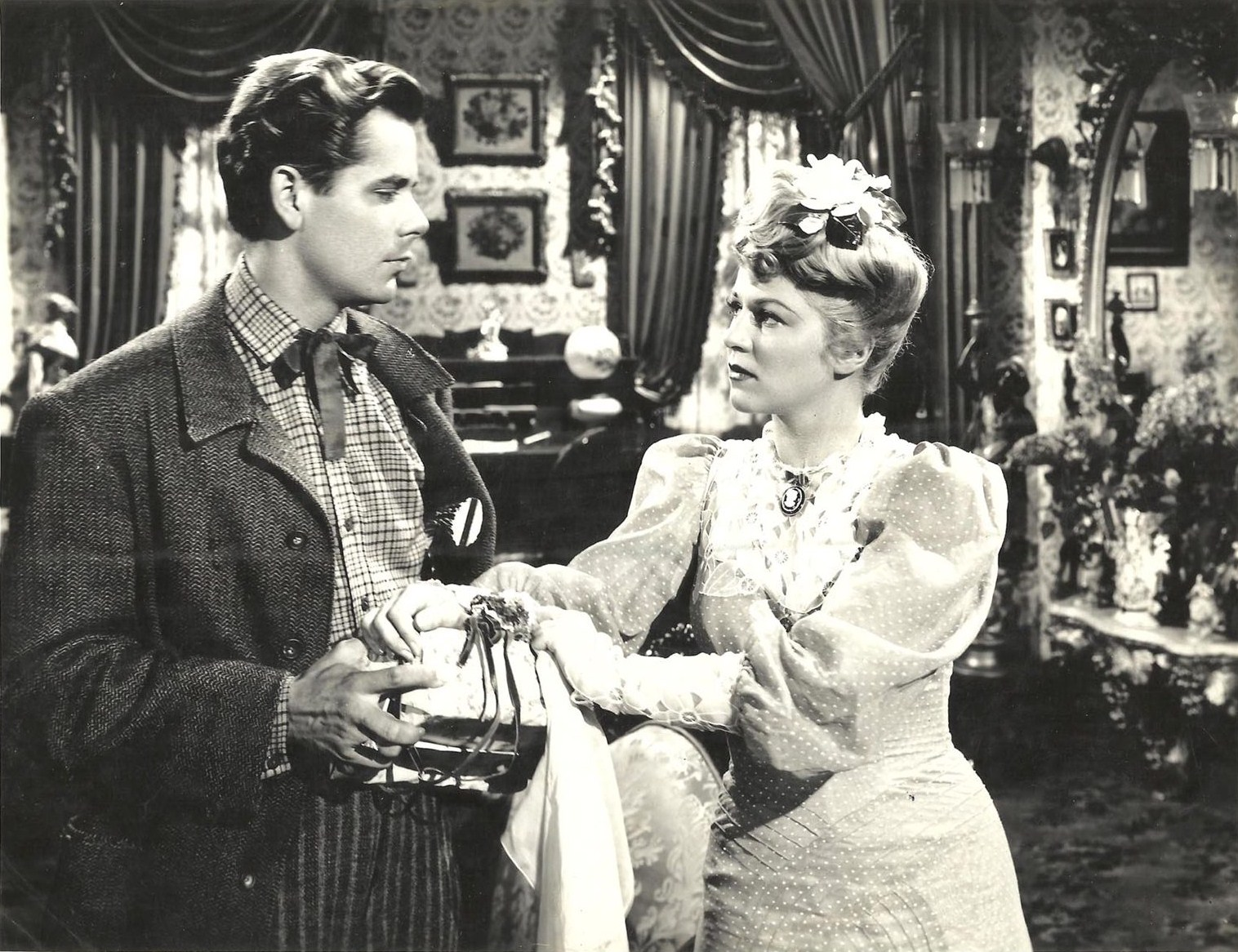
Glenn Ford et Claire Trevor dans Les Desperados (1943).

Claire Trevor naît sous le nom d’état civil de Claire Wemlinger, le 8 mars 1910 dans le quartier de Besonhurst à New York.
Elle vient du monde du théâtre et fait ses débuts au cinéma en 1932. Elle s'impose en 1937 avec Rue sans issue (Dead End) de William Wyler. Son rôle le plus marquant est celui d'une prostituée dans La Chevauchée fantastique de John Ford en 1939. Elle reçoit l’Oscar de la meilleure actrice dans un second rôle en 1949 pour Key Largo (1948) de John Huston.

## Filmographie

### Cinéma
- 1933 : Jimmy and Sally de James Tinling : Sally Johnson
- 1933 : The Mad Game (en) de Irving Cummings : Jane Lee
- 1933 : The Last Trail de James Tinling : Patricia Carter
- 1933 : Life in the Raw (en) de Louis King : Judy Halloway
- 1934 : Elinor Norton (en) de Hamilton MacFadden : Elinor Norton
- 1934 : La P'tite Shirley (Baby Take a Bow) de Harry Lachman : Kay Ellison
- 1934 : Wild Gold (en) de George Marshall : Jerry Jordan
- 1934 : Miss Risque-tout (en) (Hold That Girl) de Hamilton MacFadden : Tonie Bellamy
- 1935 : Spring Tonic de Clyde Bruckman : Betty Ingals
- 1935 : Black Sheep (en) d'Allan Dwan : Jeanette Foster
- 1935 : My Marriage (en) de George Archainbaud : Carol Barton
- 1935 : Navy Wife d'Allan Dwan : Vicky Blake
- 1935 : L'Enfer (Dantes inferno) de Harry Lachman : Betty McWade
- 1936 : Career Woman (en) de Lewis Seiler : Carroll Aiken
- 1936 : Star for a Night (en) de Lewis Seiler : Nina Lind
- 1936 : Dix ans de mariage (To Mary - with Love) de John Cromwell : Kitty Brant
- 1936 : Cargaison humaine (Human Cargo) d'Allan Dwan : Bonnie Brewster
- 1936 : Héros d'un soir (Song and Dance Man) d'Allan Dwan : Julia Carroll
- 1936 : 15 Maiden Lane (en) d'Allan Dwan : Jane Martin
- 1937 : Big Town Girl (en) d'Alfred L. Werker : Fay Loring
- 1937 : J'ai deux maris (Second honeymoon) de Walter Lang : Marcia
- 1937 : One Mile from Heaven d'Allan Dwan : Lucy 'Tex' Warren
- 1937 : L'Homme qui terrorisait New York (King of Gamblers) de Robert Florey : Dixie Moore
- 1937 : Time Out for Romance (en) de Malcolm St. Clair : Barbara Blanchard
- 1937 : Rue sans issue (Dead End) de William Wyler : Francey
- 1938 : Five of a Kind (en) d'Herbert I. Leeds : Christine Nelson
- 1938 : La Vallée des géants (Valley of the Giants) de William Keighley : Lee Roberts
- 1938 : Walking Down Broadway de Norman Foster : Joan Bradley
- 1938 : Le Mystérieux Docteur Clitterhouse (The Amazing Dr. Clitterhouse) d'Anatole Litvak : Jo Keller
- 1939 : La Chevauchée fantastique (Stagecoach) de John Ford : Dallas
- 1939 : J'ai volé un million (I Stole a Million) de Frank Tuttle : Laura Benson
- 1939 : Le Premier Rebelle (Allegheny Uprising) de William A. Seiter : Janie MacDougall
- 1940 : L'Escadron noir (Dark Command) de Raoul Walsh : Miss Mary Cloud
- 1941 : Franc jeu (Honky Tonk), de Jack Conway : 'Gold Dust' Nelson
- 1941 : Texas de George Marshall : 'Mike' King
- 1942 : Les aventures de Martin Eden (en) (The Adventures of Martin Eden) de Sidney Salkow : Connie Dawson
- 1942 : Carrefours (Crossroads) de Jack Conway : Michelle Allaine
- 1942 : Street of Chance (en) de Jack Hively : Ruth Dillon
- 1943 : La Loi du Far West (The Woman of the Town) de George Archainbaud : Dora Hand
- 1943 : Good Luck, Mr. Yates (en) de Ray Enright : Ruth Jones
- 1943 : Les Desperados (The Desperadoes) de Charles Vidor : Comtesse Maletta
- 1944 : Adieu, ma belle (Murder, My Sweet) de Edward Dmytryk : Helen Grayle / Velma Valento
- 1945 : Johnny Angel d'Edwin L. Marin : Lilah 'Lily' Gustafson
- 1946 : The Bachelor's Daughters (en) d'Andrew L. Stone : Cynthia
- 1946 : Crack-Up (en) d'Irving Reis : Terry Cordell
- 1947 : Né pour tuer (Born to kill) de Robert Wise : Helen Trent
- 1948 : Marché de brutes (Raw Deal) d'Anthony Mann : Pat Cameron
- 1948 : Quand le rideau tombe (The Velvet Touch) de Jack Gage : Marian Webster
- 1948 : L'Homme le plus aimé (The Babe Ruth Story) de Roy Del Ruth : Claire (Hodgson) Ruth
- 1948 : Key Largo de John Huston : Gaye Dawn
- 1949 : The Lucky Stiff (en) de Lewis R. Foster : Marguerite Seaton
- 1950 : Poison blanc (Borderline) de William A. Seiter : Madeleine Haley / Gladys LaRue
- 1951 : Plus fort que la loi (Best of the Badmen) de William D. Russell : Lily
- 1951 : Jeu, set et match (Hard, Fast and Beautiful) d'Ida Lupino : Millie Farley
- 1952 : Le Bal des mauvais garçons (Stop, You're Killing Me) de Roy Del Ruth : Nora Marko
- 1952 : My Man and I de William A. Wellman : Mme Ansel Ames
- 1952 : Au royaume des crapules (Hoodlum Empire) de Joseph Kane : Connie Williams
- 1953 : Les Massacreurs du Kansas (The Stranger wore a gun) d'André de Toth : Josie Sullivan
- 1954 : Écrit dans le ciel (The High and the Mighty) de William A. Wellman : May Holst
- 1955 : L'Homme qui n'a pas d'étoile (Man Without a Star) de King Vidor : Idonee
- 1955 : Une femme extraordinaire (Lucy Gallant) de Robert Parrish : Lady MacBeth
- 1956 : La Neige en deuil (The Mountain) d'Edward Dmytryk avec Spencer Tracy : Marie
- 1958 : La Fureur d'aimer (Marjorie Morningstar) de Irving Rapper : Rose Morgenstern
- 1962 : Quinze Jours ailleurs (Two Weeks in Another Town) de Vincente Minnelli : Clara Kruger
- 1963 : Les Loups et l'Agneau (The Stripper) de Franklin J. Schaffner : Helen Baird
- 1965 : Comment tuer votre femme (How to murder your wife), de Richard Quine : Edna
- 1967 : The Cape Town Affair (en) de Robert D. Webb : Sam Williams
- 1982 : Kiss Me Goodbye de Robert Mulligan : Charlotte Banning

### Télévision
- 1954 : Ford Television Theatre (en) : Felicia Crandell (épisode The Summer Memory)
- 1954 : Lux Video Theatre (en) : Ellen Creed (épisode Ladies in Retirement)
- 1954 : General Electric Theater : Cora Leslie (épisode Foggy Night)
- 1955 : Lux Video Theatre (en) : Mary Scott (épisode No Bad Songs for Me)
- 1956 : Schlitz Playhouse of Stars : Mary Hunter (épisode Fool Proof)
- 1956 : Producers' Showcase (en) : Fran Dodsworth (épisode Dodsworth)
- 1956 : Alfred Hitchcock présente : Mary Prescott (saison 1, épisode 21 : Safe Conduct)
- 1957 : Playhouse 90 : Elizabeth Owen (épisode If You Knew Elizabeth)
- 1959 : Westinghouse Desilu Playhouse (en) : Savannah Brown (épisode Happy Hill)
- 1959 : La Grande Caravane (Wagon Train) : C.L. Harding (épisode The C.L. Harding Story)
- 1959 : Les Incorruptibles (The Untouchables) : Kate Clark 'Ma' Barker (saison 1, épisode 2 : Ma Barker et ses fils)
- 1961 : The Investigators (en) : Kitty Harper (saison 1, épisode 3 : New Sound for the Blues)
- 1961 : Alfred Hitchcock présente : Mme Meade (saison 6, épisode 16 : A Crime for Mothers)
- 1961 : Le Jeune Docteur Kildare (Dr. Kildare) : Veronica Johnson (épisode The Bed I've Made)
- 1983 : La croisière s'amuse (The Love Boat) : Nancy Fairchild (saison 7, épisode 15 : Le meilleur baiser du monde)
- 1987 : Arabesque : Judith Harlan (saison 4, épisode 3 : Témoin de la défense)
- 1987 : Breaking Home Times : Grace Porter

## Distinctions

### Récompenses
- 1949 : Oscar de la meilleure actrice dans un second rôle pour son interprétation dans Key Largo, pour le rôle de Gaye.
- 1954 : Nommée - Primetime Emmy Award for Best Actress in a Single Performance (en), pour son interprétation dans l'épisode 'Ladies in Retirement' de la série Lux Video Theatre (en), pour le rôle d'Ellen Creed.
- 1956 : Emmy Award - Primetime Emmy Award for Best Actress in a Single Performance (en), pour son interprétation dans l'épisode 'Dodsworth' de la série Producers' Showcase, pour le rôle de Fran Dodsworth.